# Наченалка
Наченалка — река в России, протекает в Чамзинском районе Республики Мордовия. Устье реки находится в 54 км по левому берегу реки Нуя. Длина реки составляет 12 км.
Исток реки западнее села Наченалы и в 14 км к северо-западу от райцентра, посёлка Чамзинка. Река течёт на восток, протекает село Наченалы, деревню Обуховка. Впадает в Ную у села Апраксино.

## Данные водного реестра
По данным государственного водного реестра России относится к Верхневолжскому бассейновому округу, водохозяйственный участок реки — Алатырь от истока и до устья, речной подбассейн реки — Сура. Речной бассейн реки — (Верхняя) Волга до Куйбышевского водохранилища (без бассейна Оки).
По данным геоинформационной системы водохозяйственного районирования территории РФ, подготовленной Федеральным агентством водных ресурсов:
- Код водного объекта в государственном водном реестре — 08010500212110000038659
- Код по гидрологической изученности (ГИ) — 110003865
- Код бассейна — 08.01.05.002
- Номер тома по ГИ — 10
- Выпуск по ГИ — 0